# Joël Robuchon
Joël Robuchon (Poitiers,7 de abril de 1945 – Genebra, 6 de agosto de 2018) foi um chef francês. 
Pioneiro influente da Nouvelle Cuisine, autor de livros culinários de referência e diretor fundador de um importante império mundial de restaurantes gourmet, ele detém os prêmios mais importantes da história da arte culinária, com 32 estrelas Michelin (em 2016, chef mais estrelado com Eugénie Brazier, Marc Veyrat, Alain Ducasse e Thomas Keller), "Cuisinier du siècle" de Gault e Millau em 1990 (com Paul Bocuse, Frédy Girardet e Eckart Witzigmann), "Meilleur restaurant au monde" 1994 pela revista americana International Herald Tribune.

## Biografia
Nascido em 1945, filho de um pedreiro, em uma família modesta de católicos fervorosos de Poitiers, onde Joel Robuchon passou sua infância, entrou no seminário menor de Mauléon em Deux-Sèvres para se tornar um padre católico. Descobriu uma vocação para cozinhar ajudando as freiras da cozinha do estabelecimento e, finalmente, mudou-se em 1960, aos 15 anos, para a gastronomia como aprendiz de confeiteiro no Relais de Poitiers em Chasseneuil- du-Poitou do chef Robert Auton. Ele realizou uma turnê pela França em muitos restaurantes, como Compagnons du Devoir e aprendeu sobre Nouvelle Cuisine, com seu mentor Jean Delaveyne entre outros.

Em 1974, iniciou sua carreira, aos 28 anos, como chef de uma brigada de 90 chefs no hôtel Concorde La fayette, no 17.º arrondissement de Paris, onde foi reconhecido em 1976 como Meilleur Ouvrier de France por sua expertise. na arte culinária. Em 1978, tornou-se chef do Hotel Nikko (15.º arrondissement de Paris), onde ganhou suas duas primeiras estrelas Michelin.

Alguns estabelecimentos.
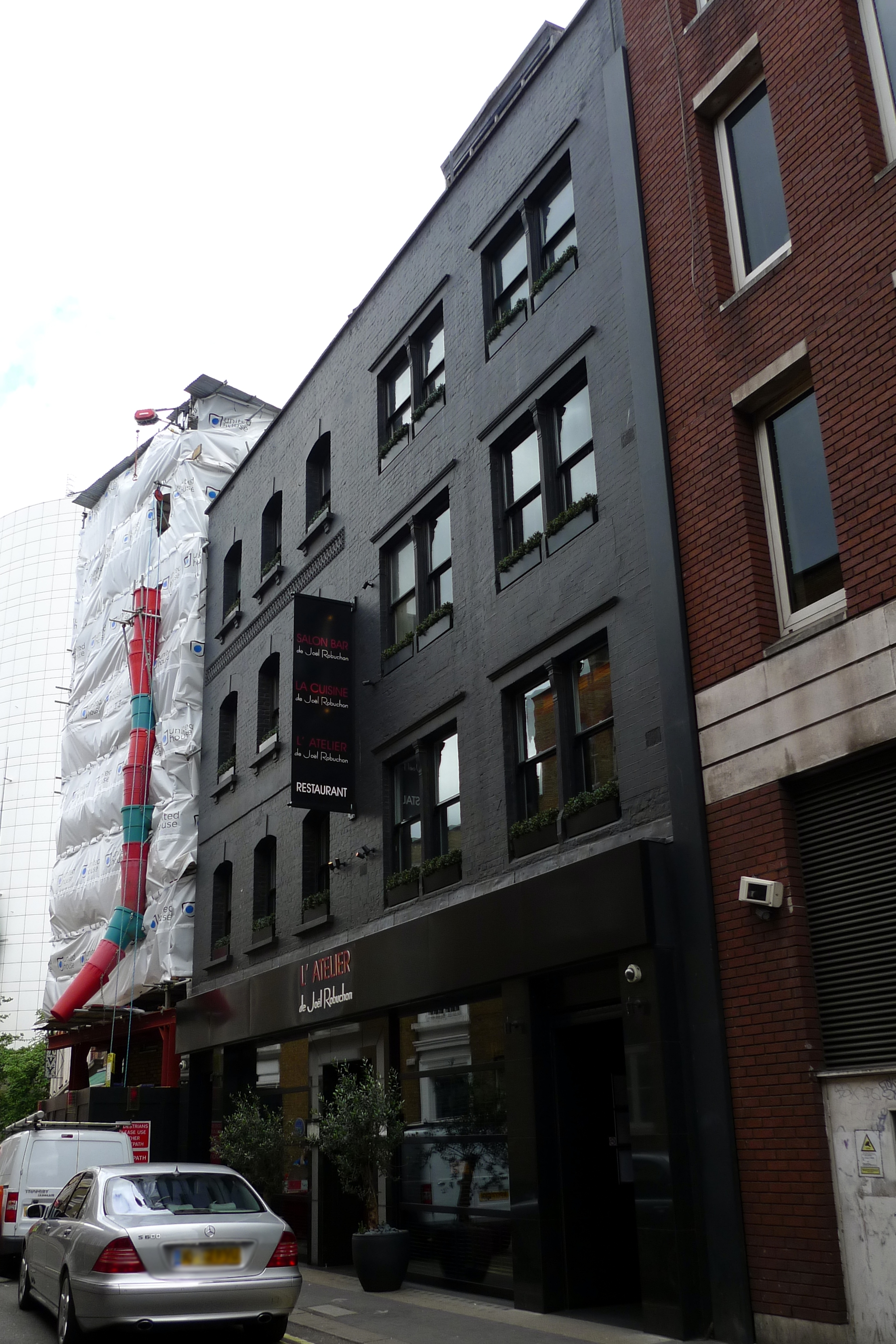
Covent Garden de Londres.
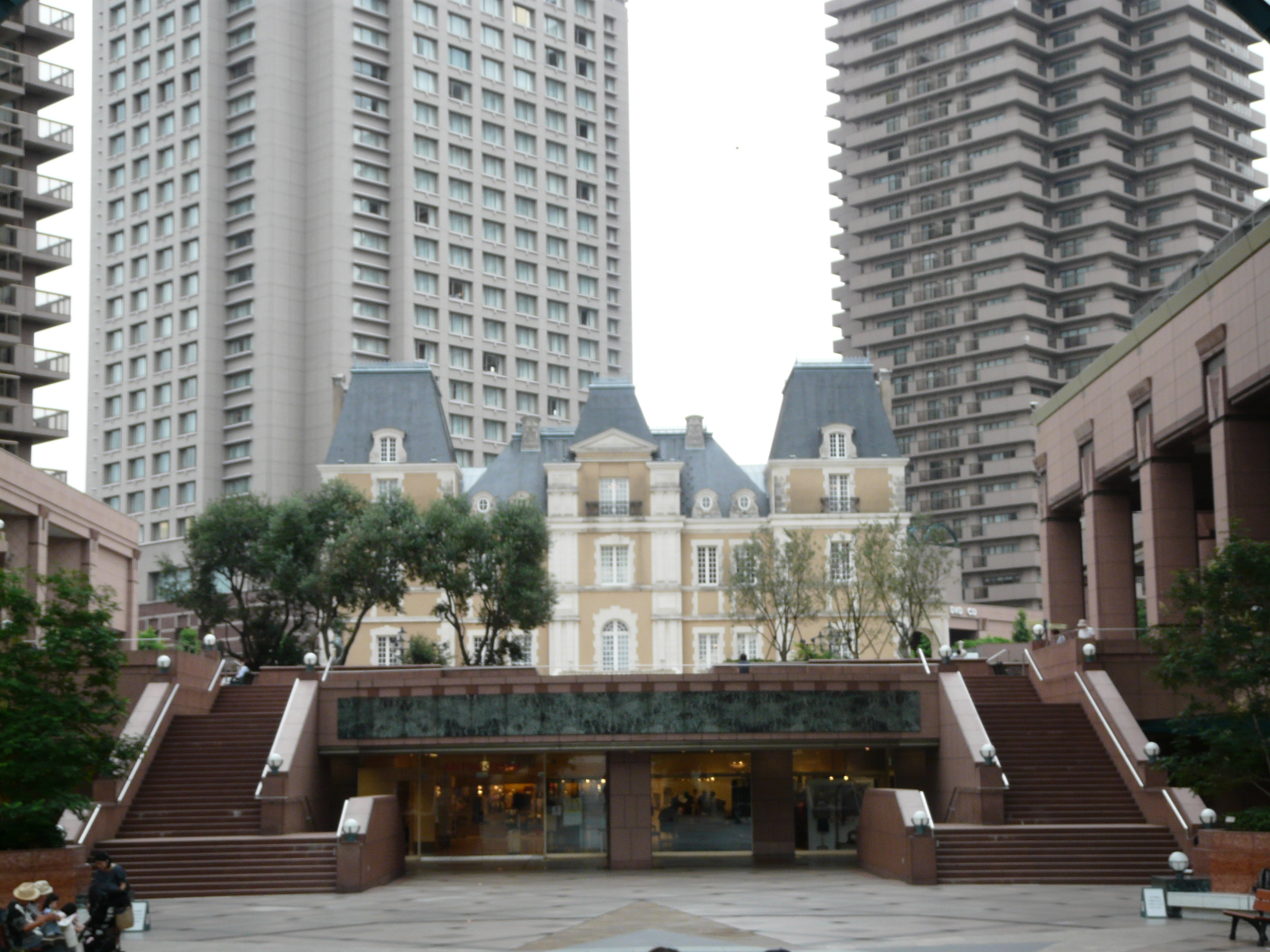
Chateau restaurante Taillevent-Robuchon , em Tóquio.
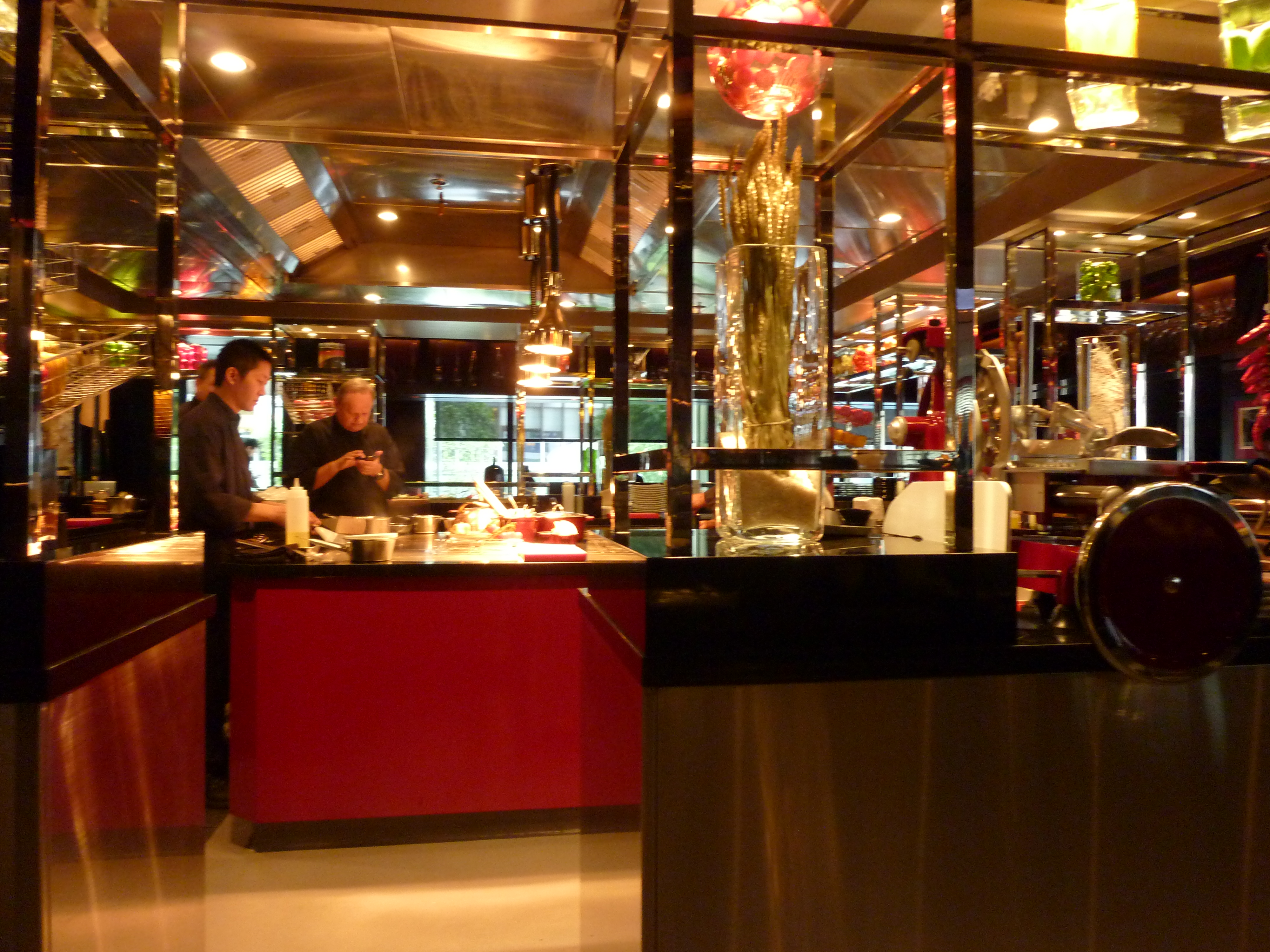
Hong Kong.
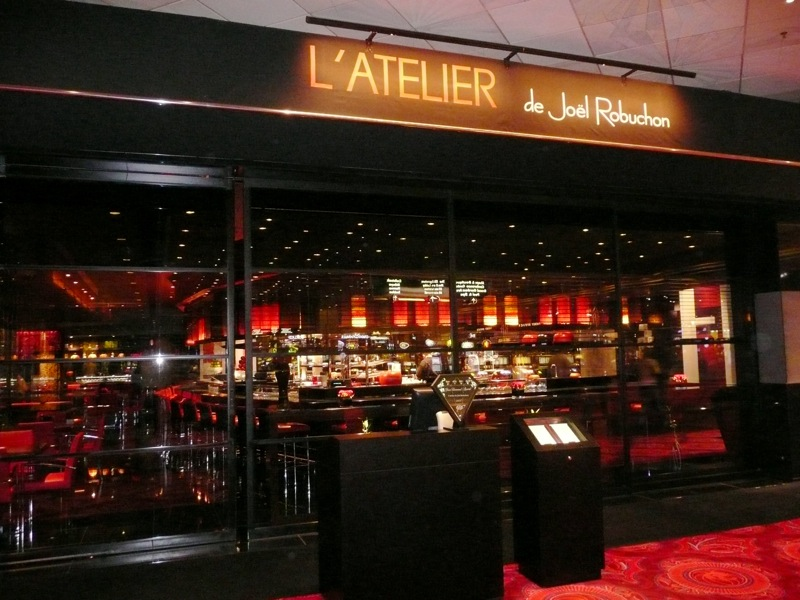
Las Vegas.
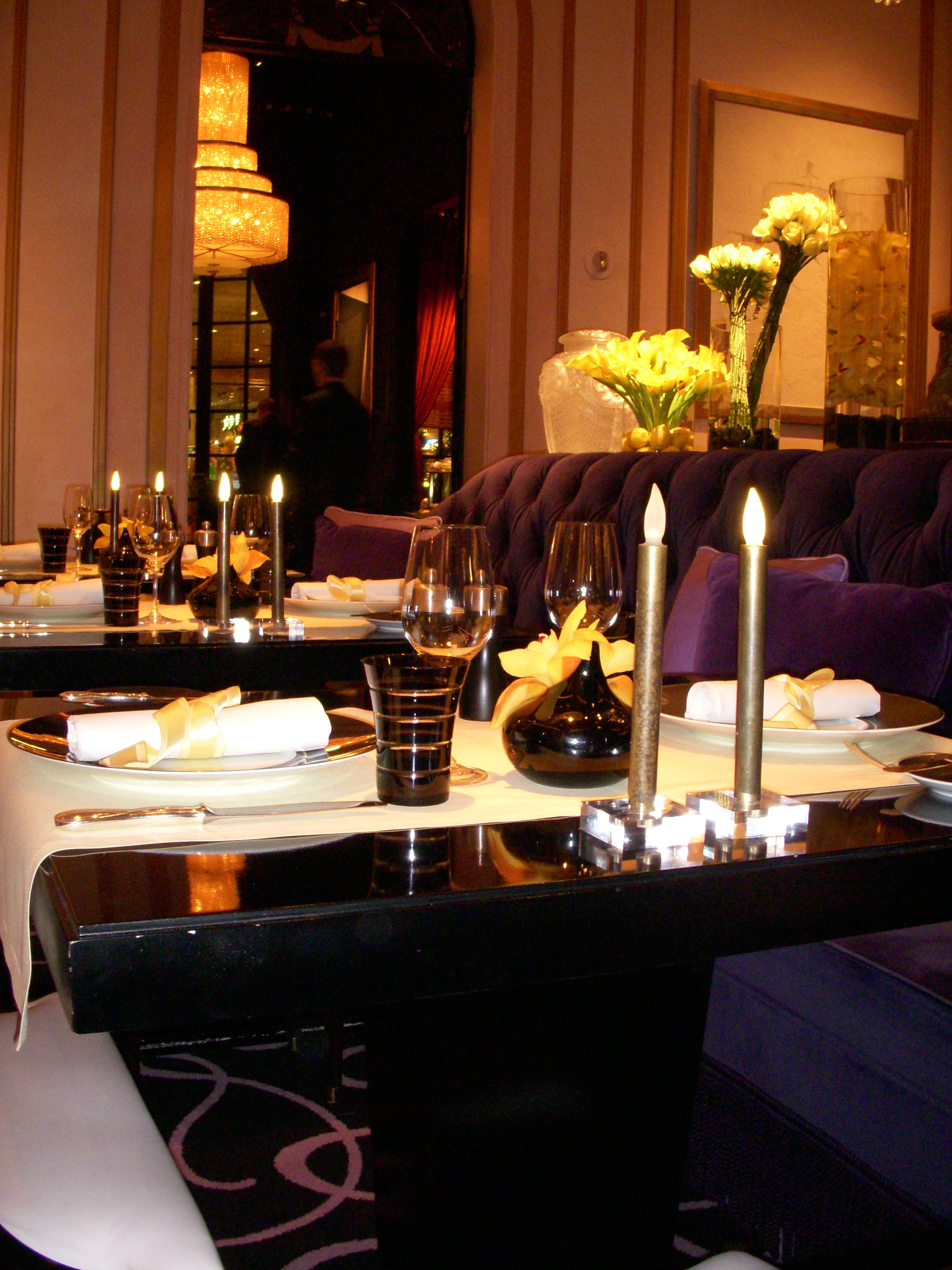
Las Vegas.

Em 1981, criou o seu próprio restaurante, Jamim, em Paris, 32 rua de Longchamp no 16.º arrondissement de Paris, para o qual ele obteve entre outros as distinções de elite das três estrelas no Guia Michelin em 1984 (na velocidade recorde de uma estrela por ano), "Chef de l'année" do Gault e Millau em 1987, e "Cuisinier du siècle" em 1989 por Gault e Millau (juntamente com Paul Bocuse, Frédy Girardet e Eckart Witzigmann). Em 1987, ele também se tornou um consultor para o mundo da culinária, entre outros para restaurantes, competições, indústria de alimentos (Reflets de France, Fleury Michon).
Em 1989, ele criou seu restaurante Château Taillevent-Robuchon em Tóquio no Japão, em seguida, seu restaurante "Joël Robuchon" em 1994, 59 avenue Raymond-Poincaré no 16º arrondissement de Paris (reconhecido o melhor restaurante do mundo em 1994 pela revista americana International Herald Tribune, que lhe dá uma reputação internacional, restaurante assumido em 1996 pelo chef Alain Ducasse).
De 1987 a 1990, ele foi um convidado frequente no programa semanal de culinária, Quand c'est bon? ... Não há lugar melhor! transmitido no FR3 e animado por François Roboth. Ele participa com Jean Yanne na centésima edição desta série gravada ao vivo (sem edição).
Em 1995, aposentou-se como chef aos 50 anos e dedicou-se à transmissão de seus conhecimentos culinários, a transmissões de televisão, entre outros, ao programa Cook como um grande cabeça de TF1, Bon apetite, claro, France 3, em seguida, Gourmet TV. Ele preside a importante atualização do gourmet Larousse 1996, é membro do Comitê Colbert para a promoção da indústria de luxo francesa, o Club des Cent.
Em 2003 criou o seu conceito de restaurante "Atelier Joël Robuchon", inspirado no seu restaurante Château Taillevent-Robuchon em Tóquio, em 1989. Com um conceito inovador de grande luxo e alta gastronomia, aberto para a sala de jantar, inspirados por bares de tapas espanhóis e balcões de sushi e culinária japonesa, ou mestres japoneses, preparam e exibem sua culinária em um show, de frente para seus clientes. Ele inclui muitos restaurantes / tavernas / bolos / adegas internacionais, incluindo: Tokyo Workshop Restaurant, Joel Robuchon Saint-Germain Workshop e Joel Robuchon Workshop Paris, Mônaco, Covent Garden Star of London, Nova York, MGM Grand Las Vegas, Hong Kong, Singapura, Xangai, Taipei, Macau, Bangkok, Montreal Casino, Miami, Genebra.
Joël Robuchon planejou abrir em 2017 e em 2018 cinco novos restaurantes.
Em 6 de agosto de 2018, Joël Robuchon faleceu em Genebra de câncer pancreático, aos 73 anos de idade.

### Família
Joël Robuchon tinha três filhos, dois dos quais seguiram a culinária como profissão: Éric é pedicurista e quiropodista em Paris, Sophie dirige um restaurante La Cour d'Eymet em Dordogne com seu marido, o chef François Kartheiser e Louis Robuchon-Abe (nascido em 1988, de mãe japonesa), franco-japonês, abriu um bar de vinhos em Bordéus e outro no Japão a partir de maio de 2016.

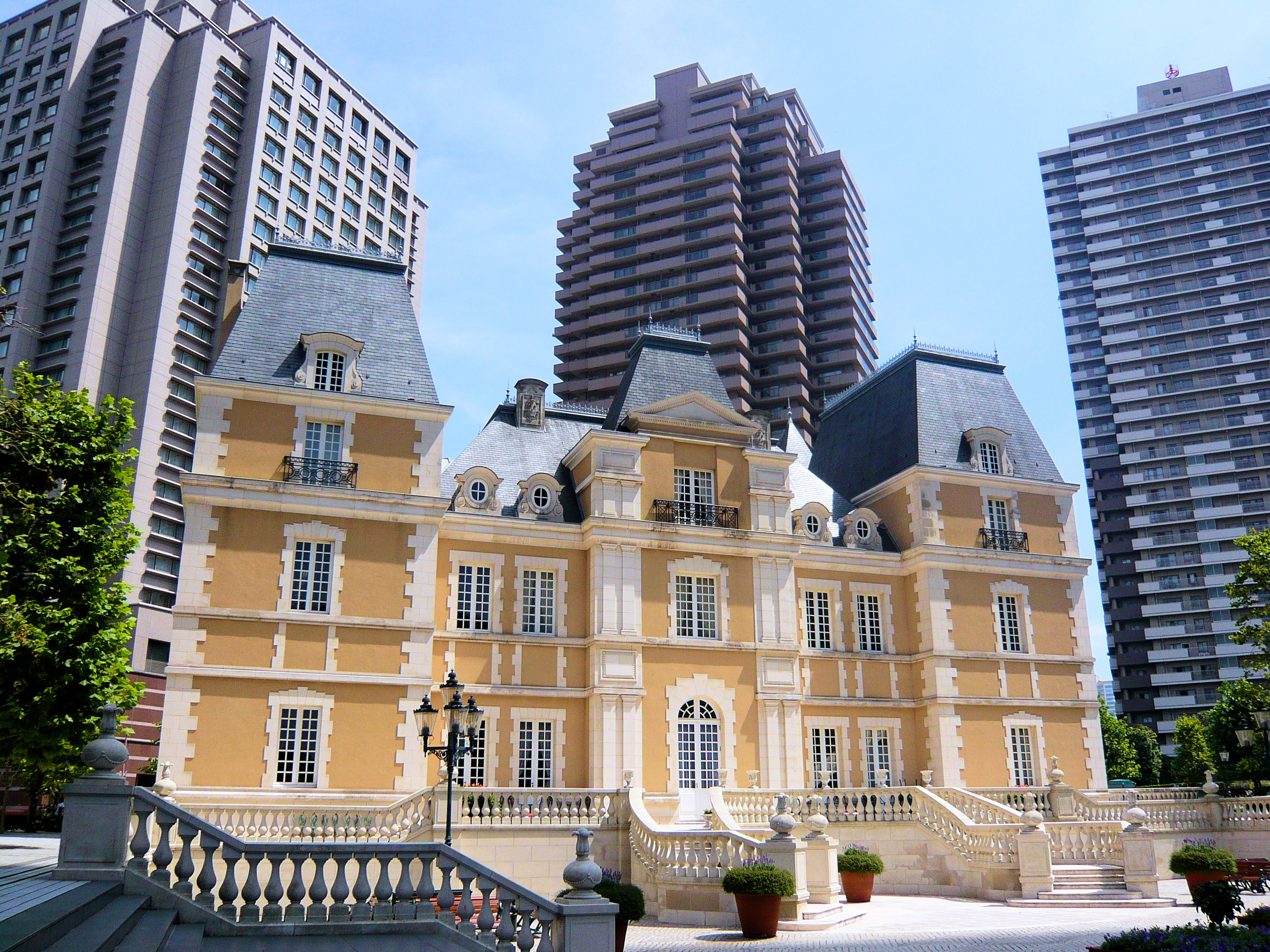
Restaurante em Tóquio.

## Restaurantes

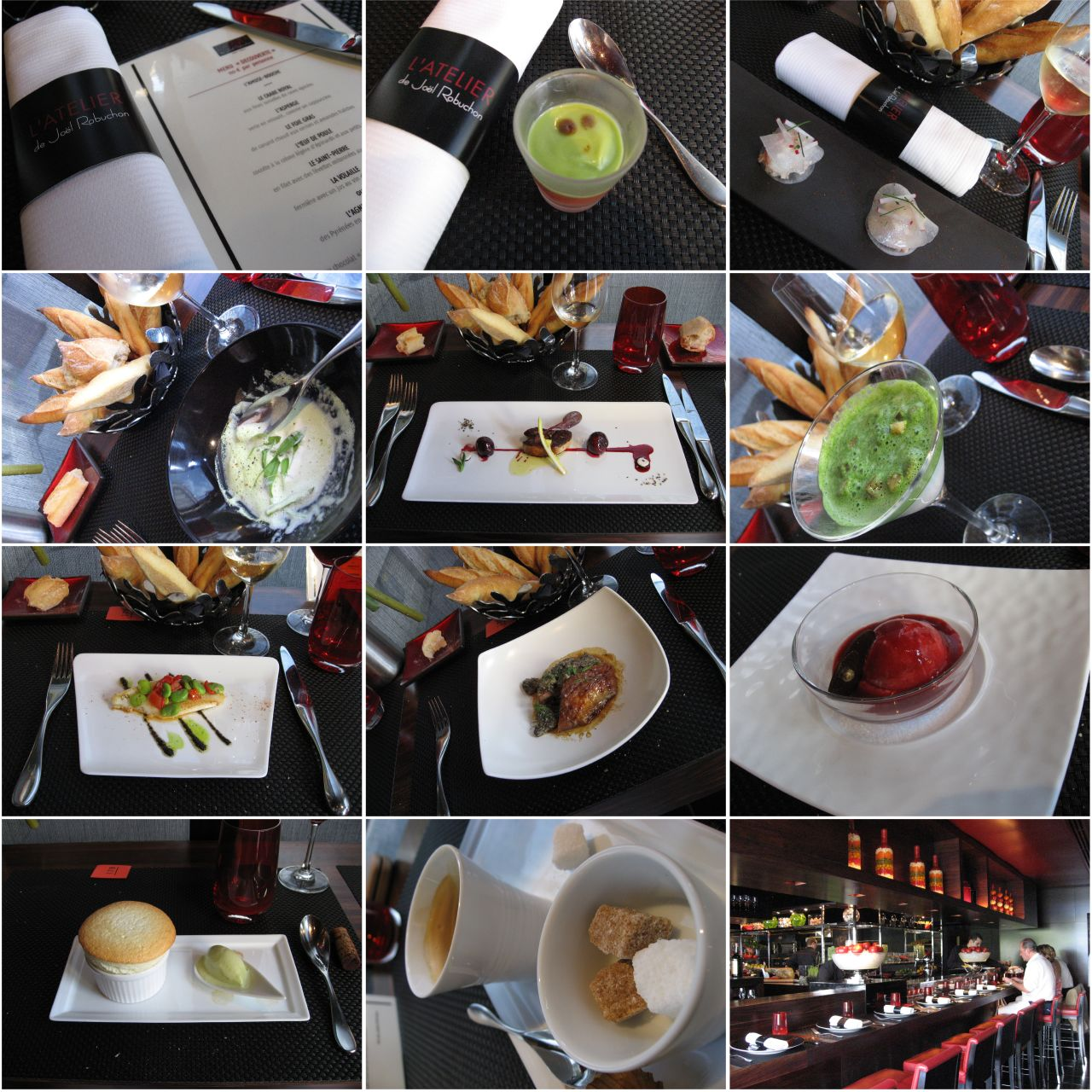
LAtelier

- 2001, Restaurant Robuchon à Galera, Hôtel Lisboa, Macao.
- 2003, création de L’Atelier de Joël Robuchon, Tokyo.
- 2003, L'Atelier de Joël Robuchon, Paris.
- 2004, Château Restaurant de Joël Robuchon, Tóquio.
- 2004, Restaurant Joël Robuchon à l’hôtel Métropole, Monaco.
- 2004, La Table de Joël Robuchon, Paris et Tokyo.
- 2004, Café de Joël Robuchon, Tokyo.
- 2005, L'Atelier de Joël Robuchon au MGM Grand, Las Vegas
- 2006, L'Atelier de Joël Robuchon au Four Seasons, Nova Iorque.
- 2006, L'Atelier de Joël Robuchon, Londres.
- 2006, La Cuisine de Joël Robuchon, Londres.
- 2006, L'Atelier de Joël Robuchon, Hong Kong.
- 2006, Le Salon de Thé de Joël Robuchon, Hong Kong.
- 2009, L'Atelier de Joël Robuchon, Taipei.
- 2015, L'Atelier de Joël Robuchon, Bangkok.
- 2016, L'Atelier de Joël Robuchon, Montréal.
- 2016, L'Atelier de Joël Robuchon, sur le Bund, Shanghai.
- 2017, Le Grill de Joël Robuchon, Nova Iorque.
- 2017, L'Atelier de Joël Robuchon, Miami.

Em 2017, outro restaurante L'Atelier Joel Robuchon abriria em Genebra.

### Antigo
- 2014, La Grande Maison, Bordéus[18][19].

## Pratos famosos
Na década de 1980, tornou-se conhecido internacionalmente, graças à sua receita de puré de batata, um prato que quase desapareceram dos restaurantes. Usando o Ratte du Touquet, ele cria uma nova textura com 250 g de manteiga 25 cl de leite para um quilo de batatas. O seu sucesso é confirmado com a sua aveludado de couve-flor em caviar e seus gratinado de macarrão com trufas e foie gras.

Algumas criações culinárias originais do chef Joël Robuchon.
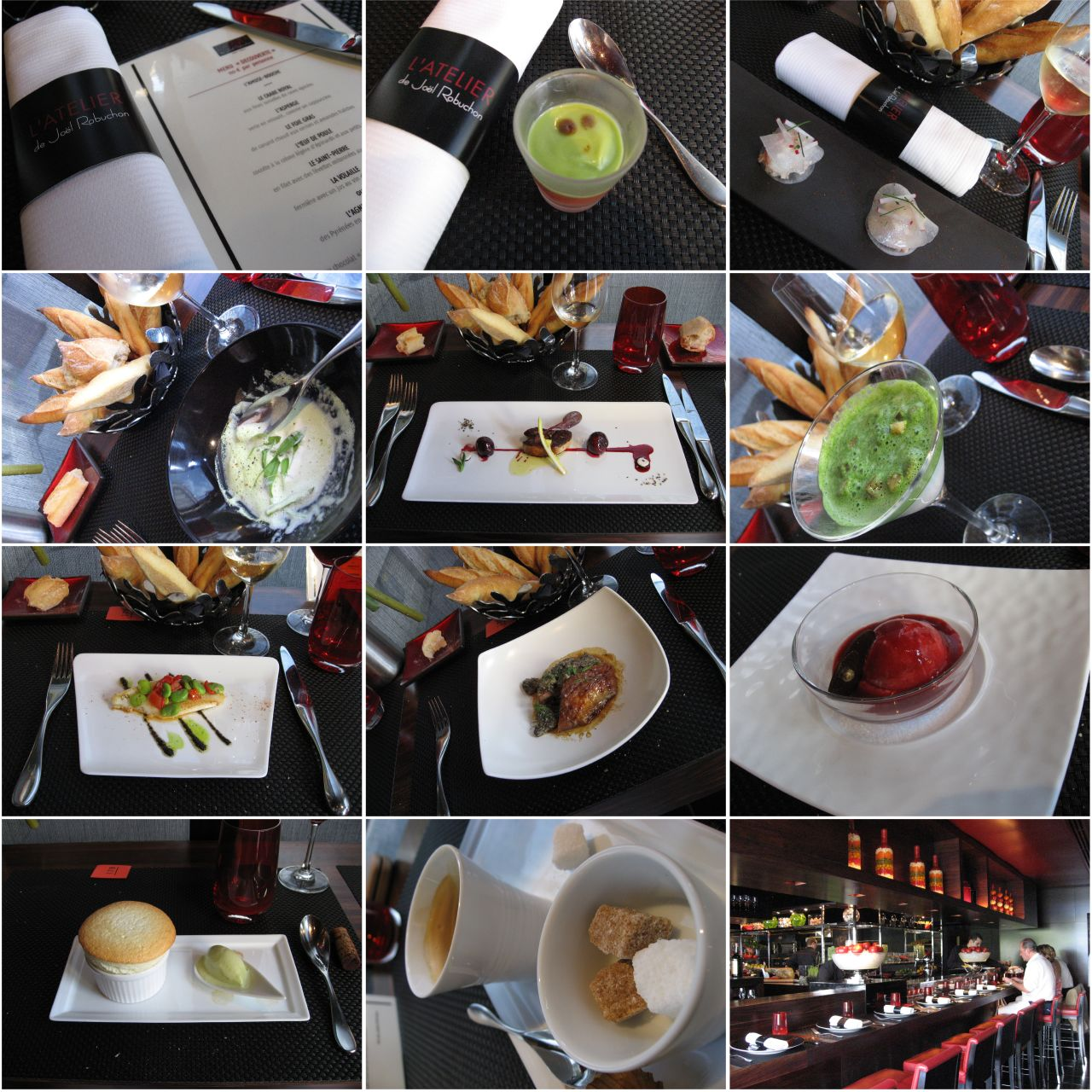
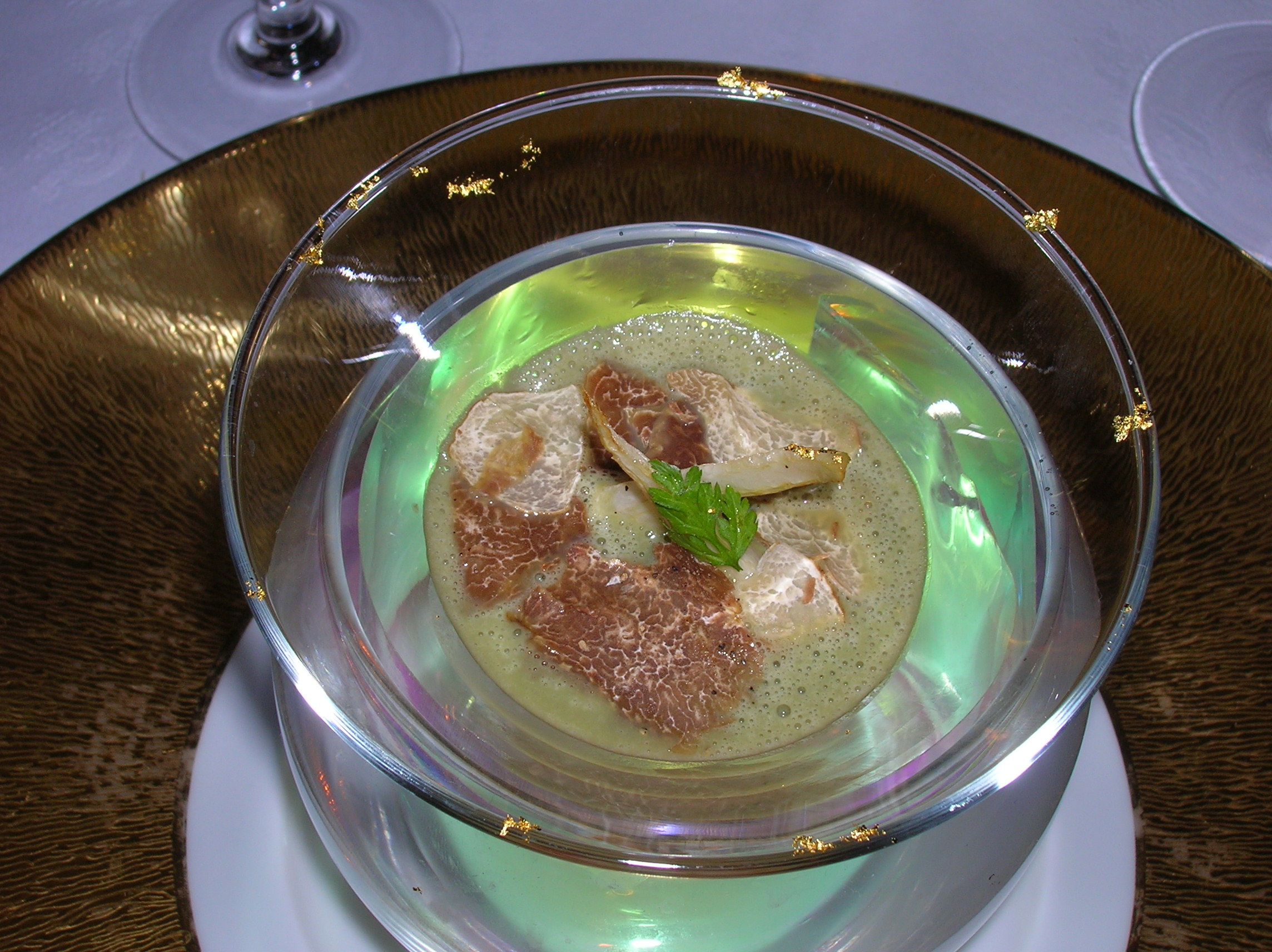
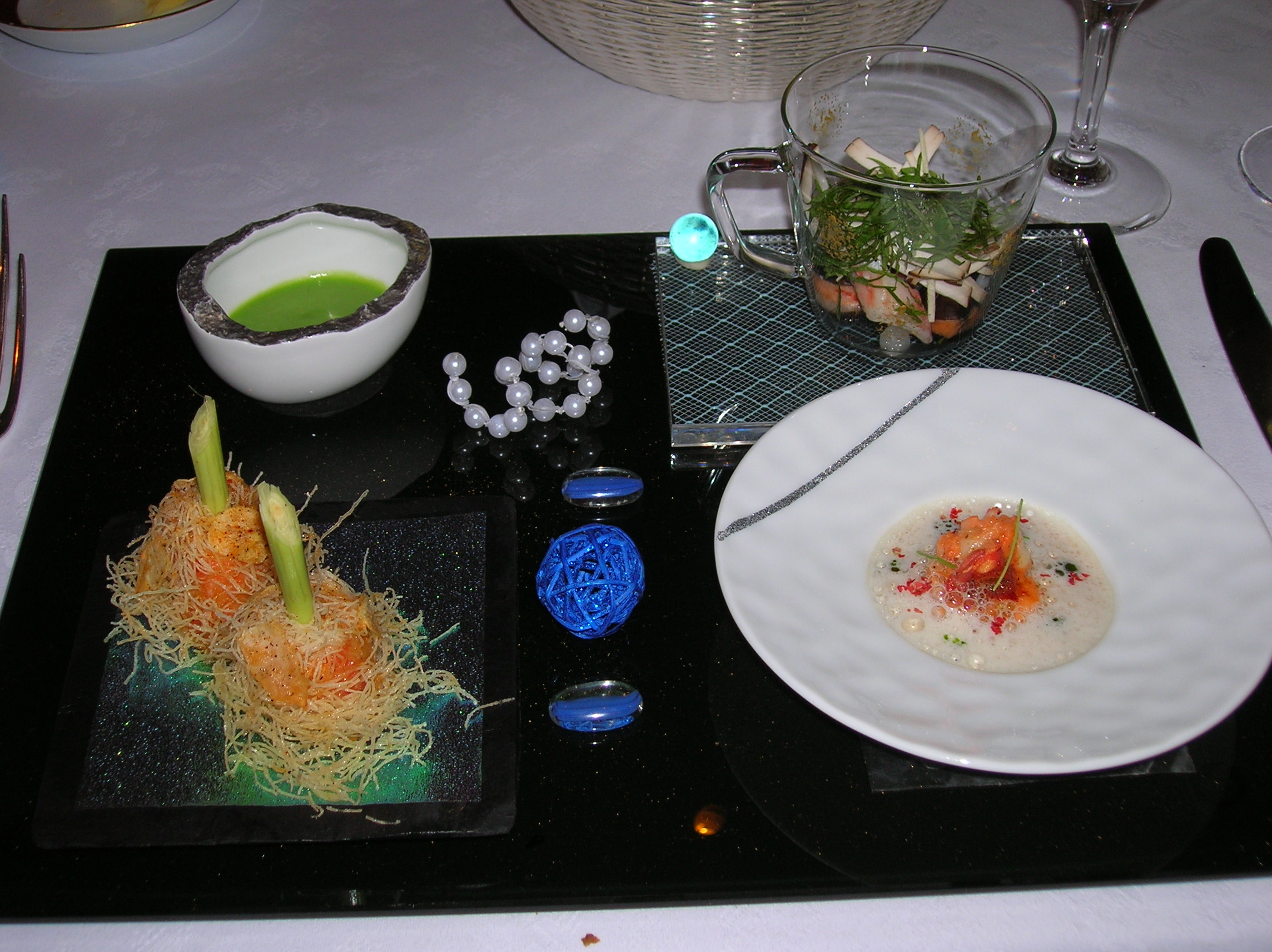
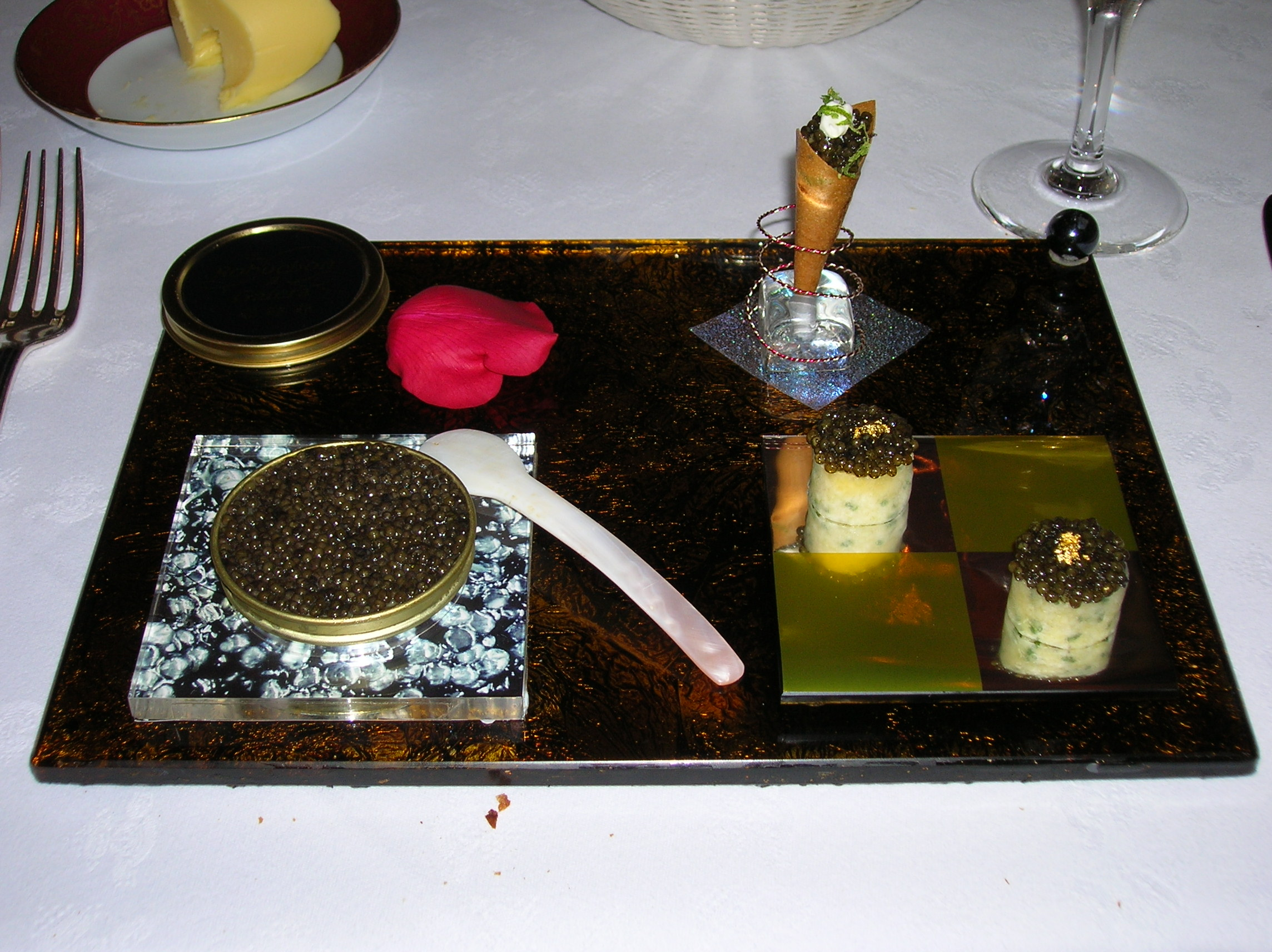
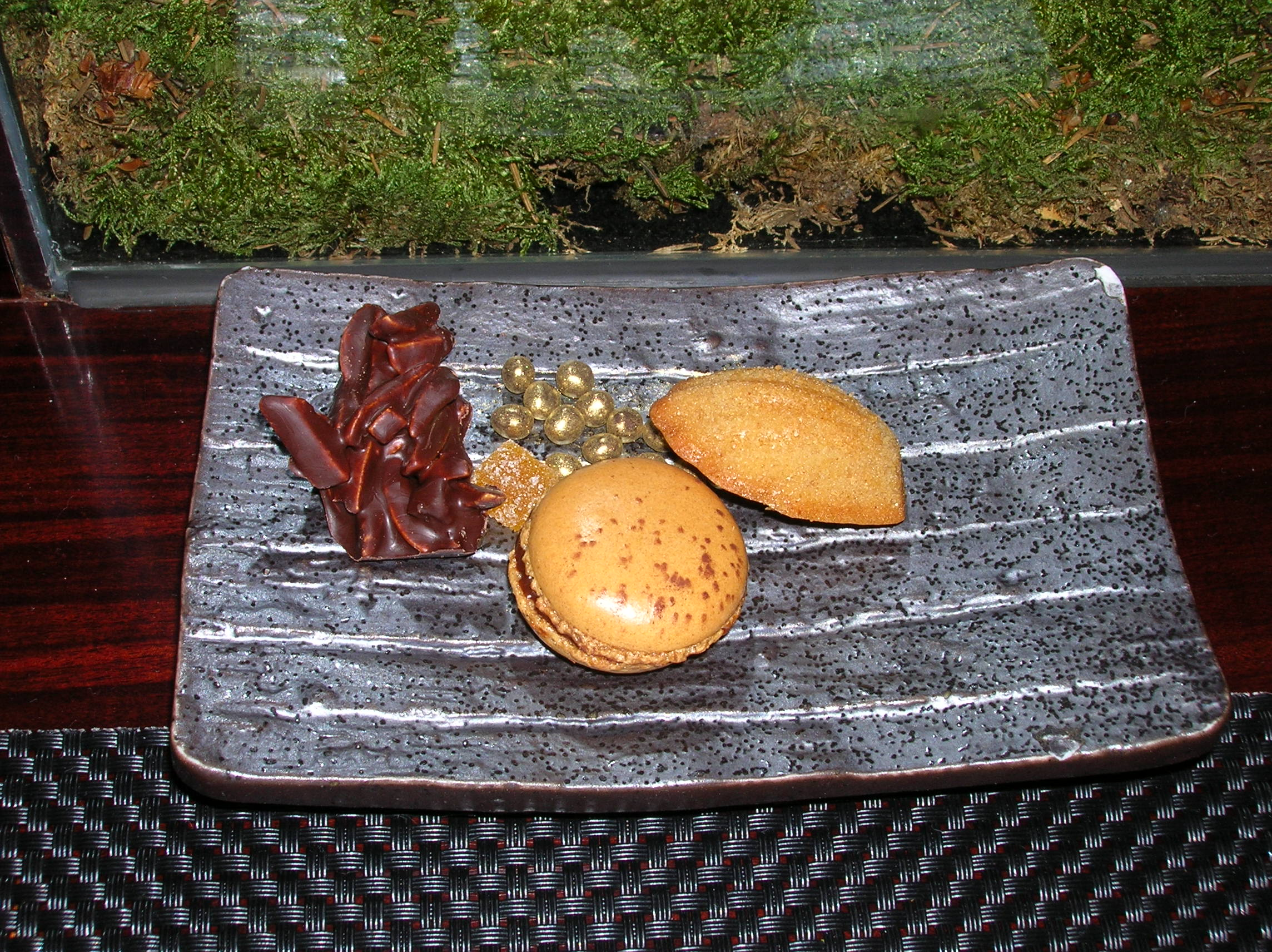
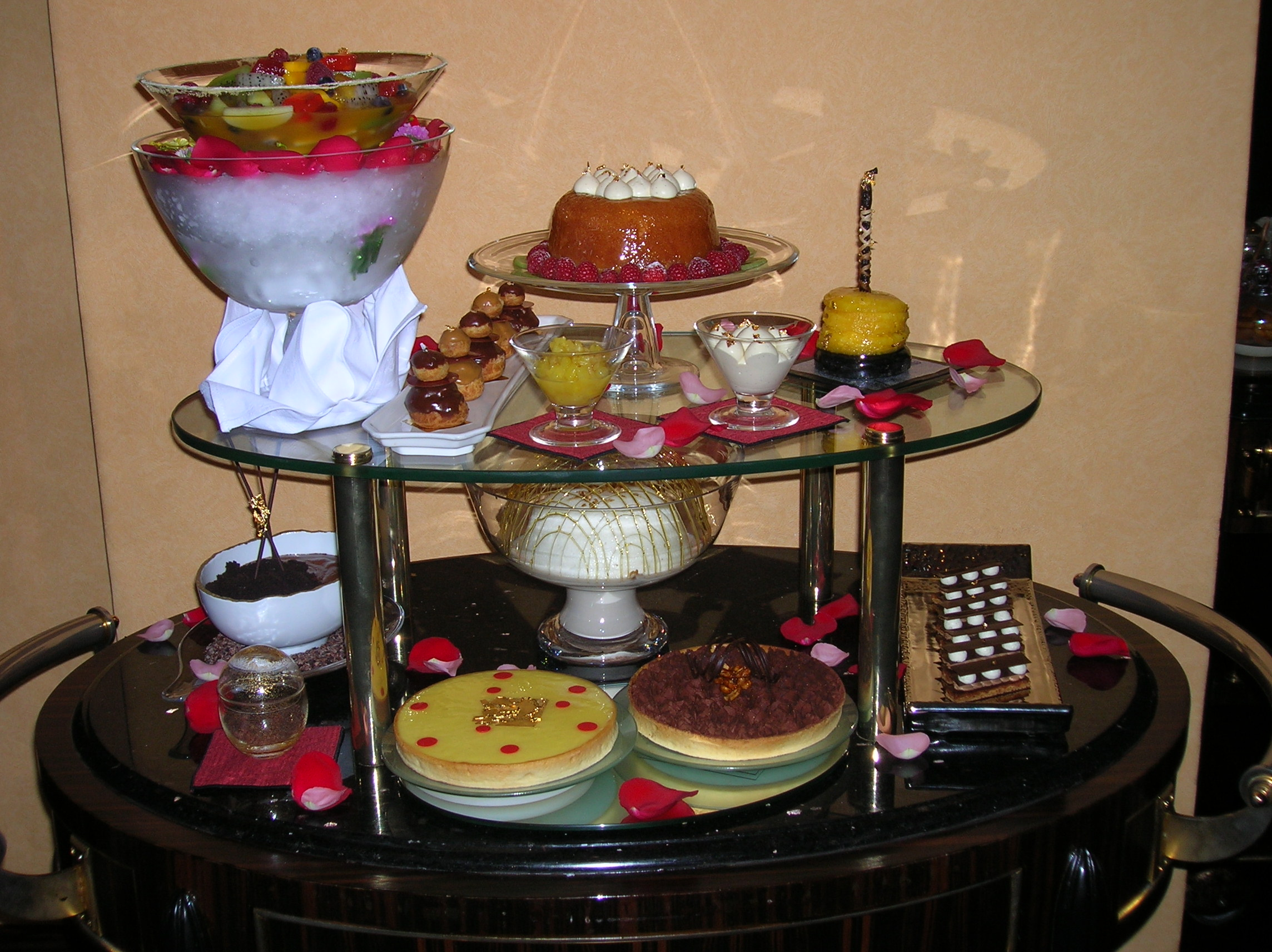

## Distinções
- Oficial da Ordem da Legião de Honra ;[carece de fontes?]
- Oficial da Ordem Nacional do Mérito ;[carece de fontes?]
- Comandante da Ordem do Mérito Agrícola;[carece de fontes?]
- Oficial da Ordem das Artes e Letras ;[carece de fontes?]
- Membro do Conselho da Ordem do Mérito Agrícola, a partir de 1998.[carece de fontes?]